# Marotiri
Marotiri, auch îlots de Bass (deutsch Bass-Inseln), ist eine Gruppe von zehn unbewohnten Felsen im Pazifischen Ozean mit einer gemeinsamen, untermeerischen Basis. Sie gehören geographisch zum Archipel der Austral-Inseln und politisch zu Französisch-Polynesien und werden von der Gemeinde Rapa verwaltet.

## Geographie
Marotiri liegt im äußersten Südosten der Austral-Inseln, rund 80 km südöstlich der nächsten bewohnten Insel Rapa Iti und bildet mit ihr geographisch die Untergruppe der „Bass-Inseln“.
Marotiri erhebt sich aus einem in 100 Meter Tiefe liegenden, rund 5 km durchmessenden, submarinen Plateau. Die vier größeren Felsinseln erreichen eine Höhe von bis zu 113 Metern über dem Meeresspiegel, die kleineren sind so niedrig, dass sie ständig von der Brandung überspült werden. Die Inselchen sind zwischen 1,5 und 3 Kilometer voneinander entfernt. Die Landfläche der vier größeren beträgt zusammen 43.100 m² (0,043 km²):

| Felsen       | Fläche (m²) | Höhe (m) |
| ------------ | ----------- | -------- |
| Îlot Nord    | 5.800       | 62       |
| Îlot Central | 1.800       | 10       |
| Îlot Sud     | 22.400      | 122      |
| Îlot Ouest   | 13.100      | 97       |
| Marotiri     | 43.100      | 122      |

Die Bass-Inseln liegen in der subtropischen Klimazone, das Klima ist feucht-gemäßigt.

## Geologie
Die Australinseln bilden eine Kette im Südpazifik, die sich von Südost nach Nordwest erstreckt. Sie sind das Produkt eines Hotspots unter dem immer noch aktiven Macdonald-Seamount, der heute am südöstlichen Ende der Australinseln nur zirka 40 Meter unter dem Meeresspiegel liegt. Die geologisch ältesten, mehr erodierten und zerklüfteten Inseln liegen im Nordwesten, die jüngeren im Südosten der Kette. Die jüngste davon ist Marotiri.
Marotiri ist vulkanischen Ursprungs und besteht aus basaltischen Gesteinen mit einem hohen Anteil von Olivin-Einsprengseln. Hierzu gehören Basanite, basanitische Tuffe und Hawaiite. Die Vulkanite sind stark an Silizium untersättigte (Nephelin-normative), Natrium-betonte Alkaligesteine, wie sie auch am Macdonald-Seamount und auf Tahiti zu finden sind. Ihr Alter beträgt zwischen 3,2 und 5,5 Millionen Jahre, sie werden aber mit 3,0 bis 2,7 Millionen Jahre auch etwas jünger datiert.

## Flora

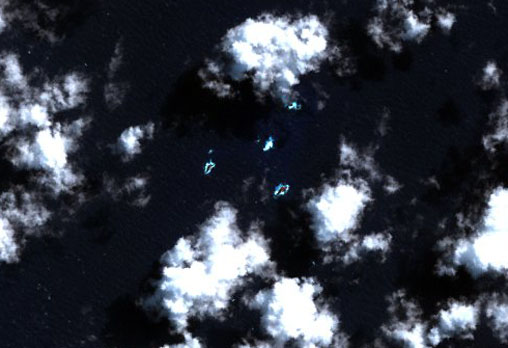
Landsat-7-Bild von Marotiri

Obwohl die nackten Felsen auf den ersten Blick vegetationslos erscheinen, zeigte eine nähere Untersuchung durch den Botaniker Francis Raymond Fosberg im Jahr 1934, dass sie doch Spuren von Pflanzenwuchs tragen. Eine spärliche, niedrig wachsende und ständigem Salznebel ausgesetzte Flora findet sich lediglich in den höheren Bereichen der vier größeren Inseln. Sie besteht aus: Bidens saint-johniana, einer Digitaria-Art, Gräsern der Gattung Cyperus, Portulaca lutea, Solanum nigrum und Solanum carolinense sowie einem nicht näher bestimmten Wolfsmilch-Gewächs (Euphorbia). In geschützten Felsspalten wachsen drei verschiedene Farne: Streifenfarne (Asplenium), Lippenfarne (Cheilanthes) und Schwertfarne (Nephrolepis). Auf den niederen Steilhängen kommt eine Bocksdornart (Lycium) vor und einige Felsen sind spärlich mit Flechten besetzt.

## Fauna
Verglichen mit der geringen Biodiversität der Flora ist die Landfauna – ausschließlich Kleinlebewesen wie Insekten, Spinnen, Tausendfüßer und Asseln – überraschend vielfältig und zahlreich.
Eine Forschergruppe, der auch der amerikanische Entomologe Elwood Curtin Zimmerman angehörte, landete auf Marotiri am 22. Juli 1934. Eine Bestandsaufnahme ergab, dass auf dem Felsen Zecken, Milben, Silberfischchen, Felsenspringer, Springschwänze, Grillen, Ameisen und Bodenwanzen lebten. Die Forscher sahen auch Fliegen und Nachtfalter nicht näher identifizierbarer Arten.
Sechs Spinnenarten wurden entdeckt: Ariadna lebronneci, Theridion adamsoni, Ostearius melanopygius, Lycosa tanna, Australaena hystricina und Pseudomaevia insulana.
Zimmerman sammelte von der bis dahin nicht beschriebenen Käferart Miocalles superstes (Synonyme: Microcryptorhynchus superstes, Rhyncogonus zimmermani) ein einzelnes Exemplar von einem Busch von Bidens saint-johniana, von dem er sich zu ernähren scheint. Eine weitere, etwas kleinere Art der Gattung, Rhyncogonus variabilis, zieht als Nahrungspflanze vermutlich die Portulaca lutea vor.
Die höheren Inseln sind bedeutende Rast- und Brutgebiete für mehrere Seevogelarten, vor allem für Sturmtaucher und Weißschwanz-Tropikvögel. Die Sturmtaucher brüten auf Felsvorsprüngen und zwischen den Grasbüscheln. Da Prädatoren fehlen, sind die ungeschützten Eier und Jungtiere selbst in den offenen Bereichen sicher.

## Geschichte
Es scheint kaum möglich, dass Marotiri jemals bewohnt war, denn die Inseln bieten keinerlei Ressourcen für menschliches Leben. Insbesondere gibt es keine Süßwasserquellen. Dennoch fand die „Norwegische Archäologische Expedition zur Osterinsel und in den Ostpazifik“ von Thor Heyerdahl bei einem Besuch des Southern Rock am 17. Juni 1956 sechs Steinstrukturen, die von polynesischen Ureinwohnern stammen.
Ob die Bauten von dauerhaften Bewohnern errichtet wurden oder von zeitweiligen Besuchern, die Vögel fingen, Vogeleier sammelten und in den umgebenden Gewässern fischten, ist nicht bekannt. Die auffälligste Struktur ist ein rechteckiger, aus unbearbeiteten Steinen und ohne Mörtel aufgesetzter Turm auf dem Sattel zwischen der höchsten Erhebung der Insel und der Südwestspitze. Der Turm misst 2,1 × 1,4 m und ist 2,2 m hoch. Es gibt weitere, rechteckige, runde und halbrunde Steinstrukturen, deren Funktion und Alter unbekannt ist. Sie sind nicht mehr als 1,4 m hoch und messen nur ein bis zwei Meter im Durchmesser.
Der Franzose Jean Guilin, Autor eines Reiseführers über die Australinseln, schließt daraus, auf  dem Southern Rock habe sich einst eine Festungsanlage der polynesischen Ureinwohner befunden, die von den Stämmen der Nachbarinsel Rapa zum Schutz der Fischereigebiete und als Zufluchtsstätte angelegt worden sei.
Es gab Spekulationen, die vier größeren, auch bei der Vorbeifahrt sichtbaren Inseln der Bass Rocks seien mit den von Pedro Fernández de Quirós erwähnten Gruppe „Las Cuatro Coronadas“ identisch. Diese Annahme ist bisher nicht belegt.
Marotiri wurde im Jahr 1800 von dem britischen Schiffsarzt und Forschungsreisenden George Bass für Europa entdeckt.